# Novalles
Novalles est une commune suisse du canton de Vaud, située dans le district du Jura-Nord vaudois.

## Population

### Surnom
Les habitants de la commune sont surnommés lè Tsa (les chats en patois vaudois),.